# Simo Køppe
Simo Køppe (født 8. januar 1951) er en dansk psykolog og videnskabsfilosof. Han er professor i psykologi ved Københavns Universitet og medlem af Center for fænomenologisk psykologi og æstetik. Simo Køppe har haft stor betydning for den kritiske tænkning på psykologi på Københavns universitet.
Køppe er uddannet mag.art. i psykologi (1977) ved Psykologisk Laboratorium, Københavns Universitet, lic.scient. i biologi 1990 fra Københavns Universitet og blev i 2004 dr.med. på en disputats om neurosernes opståen og udvikling i 1800-tallet. Han er medlem af Videnskabernes Selskab.
Han har udgivet flere bøger om videnskabsteori herunder Virkelighedens Niveauer  fra 1990, hvor han præsenterer alternative teorier inden for fysik, biologi og neuropsykologi. Teorierne udfordrer det traditionelle naturvidenskablige verdensbillede, og de sættes i bogen ind i en videnskabshistorisk sammenhæng.
Derudover han har udgivet flere bøger om psykoanalyse herunder Freuds psykoanalyse og de to bind om Psykoanalysen efter Freud med Ole Andkjær. Ligeledes har Simo skrevet om det psykofysiske problem - altså sammenhængen mellem krop og bevidsthed eller materie og ånd.

## Større publikationer
- (med Ole Andkjær) Freuds psykoanalyse, Gyldendal 1983.
- Virkelighedens niveauer. De nye videnskaber og deres historie, Gyldendal 1990.
- (red., med Finn Collin) Humanistisk videnskabsteori, DR Multimedier 1995, 2. udgave 2006.
- (med Ole Andkjær) Psykoanalysen efter Freud, Gyldendal 1996.
- Neurosens opståen og udvikling i 1800-tallet, Bogforlaget Frydenlund 2004.
- (red., med Birgit Bork Mathiesen) Kroppen i psyken, Hans Reitzels Forlag 2004.
- Medforfatter på artiklen Measuring spatial proximity in mother-infant interaction: A kinematic approach for an examination of the effects of maternal postpartum depression, 2013[3].

## Eksterne links
- Simo Køppe: Det psykofysiske problem – superveniens og emergens. Kapitel i "Metodologiske indblik og udsyn", Forlag for Psykologisk Forskningsmetode, 2008. Bogen kan hentes gratis her.